# Inanidrilus exumae
Inanidrilus exumae är en ringmaskart som beskrevs av Erséus 2003. Inanidrilus exumae ingår i släktet Inanidrilus och familjen glattmaskar. Inga underarter finns listade i Catalogue of Life.